# Félag

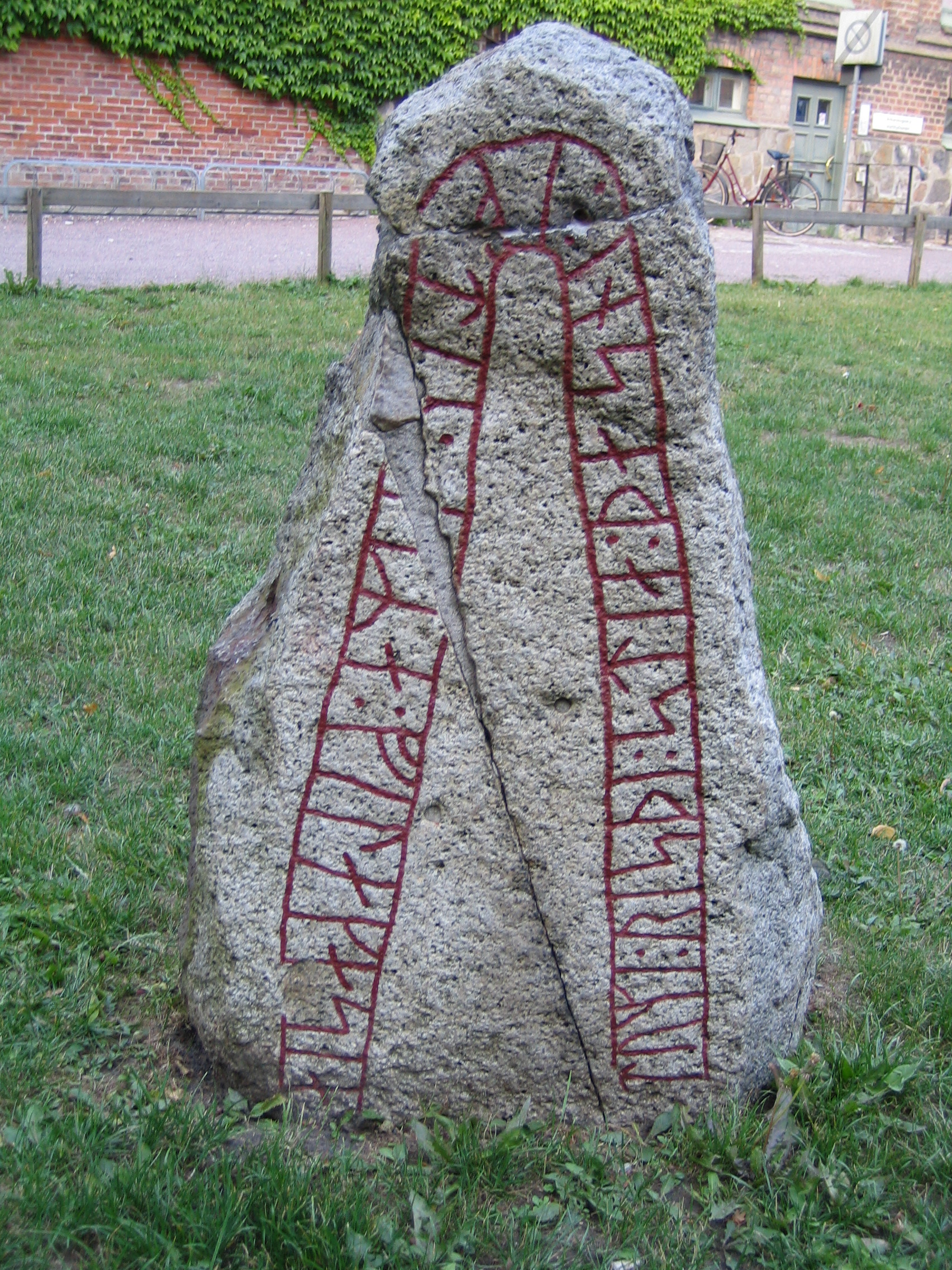
DR 270 en Escania, Suecia, una de las muchas piedras rúnicas que se erigieron para un félagi.

Félag (nórdico antiguo n. sociedad, camaradería) era una iniciativa comercial y financiera conjunta en el espectro social de la era vikinga.

## Etimología
El término félag es un compuesto de las palabras fe (ganado, riqueza) y una forma verbal que denota compromiso, estar o permanecer, el significado más apropiado sería "mantener la propiedad en común".
La palabra en nórdico antiguo félagi "compañero" originalmente significaba "aquel quien tiene félag con otro" que derivó como resultado en la moderna palabra inglesa fellow del inglés antiguo feolaga, danés fælle del danés antiguo felge, y noruego felle. La expresión inglesa fellowship deriva del nórdico antiguo félag y sumando el sufijo -ship como condición de "estar en", cognitivo en islandés félagskap. La palabra también existe en otras lenguas nórdicas: en noruego fellesskap y danés fællesskab.

## Inscripciones rúnicas
El término félag se menciona en varias inscripciones de piedras rúnicas, más notablemente en la forma félagi, en estos contextos el significado camarada, hermano de armas o socio es evidente. Entre las que contienen el término félag destacan: la Piedra rúnica de Södermanland 292 Sö 292 en Bröta, Vg 112 en Ås, Vg 122 en Abrahamstorp, la desaparecida Vg 146 en Slöta, Vg 182 en Skattegården, U 39 en Villa Karlsro, la desaparecida U 954 en Söderby, la Piedra rúnica de Eric DR1 en Haddeby, la Piedra rúnica de la máscara DR 66 y DR 68 en Århus, DR 125 en Dalbyover, DR 127 en Hobro, DR 262 en Fosie, DR 270 en Skivarp, Piedra rúnica de Sjörup DR 279 en Sjörup, DR 316 en Norra Nöbbelöv, DR 318 en Håstad, DR 321 en Västra Karaby, DR 329 y DR 330 en Gårdstånga, DR 339 en Stora Köpinge, y Piedra rúnica de Berezán X UaFv1914;47 en la isla Berezán, Ucrania.

### N 648
Félag se menciona en la inscripción noruega N 648, una pieza cilíndrica de madera con una sección perfilada para las runas en las inscripciones de Bryggen (actualmente Bergen). La inscripción tiene su origen a principios del siglo XIV y cita a "Þórir el Justo quien saluda a su félagi Hafgrímr, y solicita a su camarada que le asista en la necesidad".